# Gasthof Naundorf
Der Gasthof Naundorf war eines der fünf historischen Brauschenkengüter der Lößnitz, er lag am Südende des Angers von Naundorf mit der Adresse Altnaundorf 1. Im Jahr 1349 wurde der bestehende Gasthof erstmals urkundlich erwähnt. Im August/September 2012 wurde das historische Gebäude nach längerem Leerstand abgerissen.

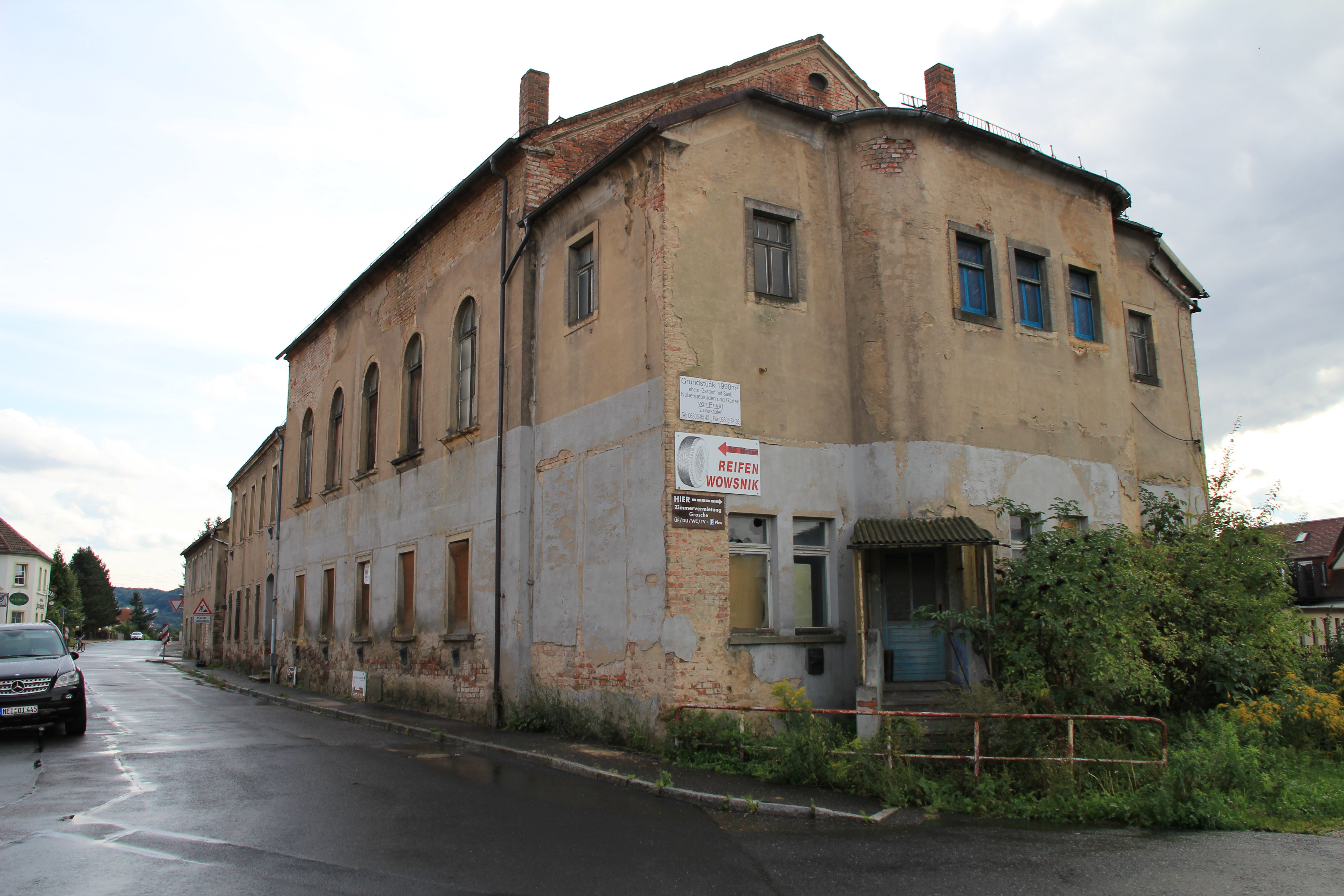
Ehemaliger Gasthof Naundorf mit Saal und Nebengebäuden, 2010

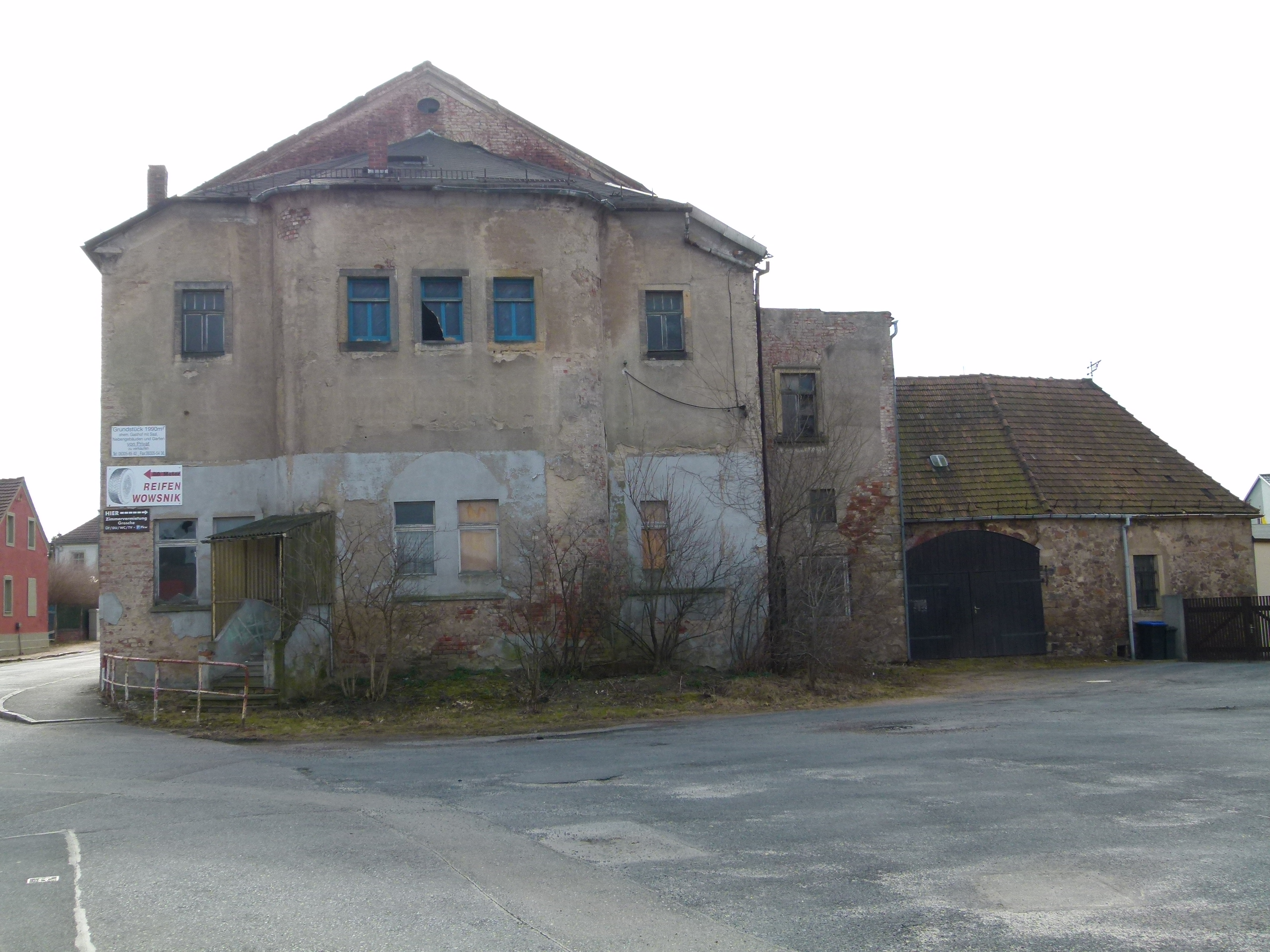
Ehemaliger Gasthof Naundorf, Blick auf die Scheune, 2012

## Geschichte
1349 erstmals urkundlich erwähnt, gehörte das Brauschenkengut bis zum Ende des 16. Jahrhunderts zum Besitz der Dresdner Patrizierfamilie Kundige. Der erste namentlich bekannte Wirt war Georg Jentzsch im Jahr 1609. Zu dieser Zeit war das Brauschenkengut das einzige Vollhufengut des Dorfes, alle anderen Güter waren Halbhufengüter. Am 23. November 1700 wird im Kirchenbuch Kötzschenbrodas, als Schänk- und Gastwirt von Naundorf, Hannß Jacob genannt. Der kurfürstliche Hofbrauverwalter Sigismund Kanitzky, der den Gasthof ab 1725 besaß, und Johann Georg Döhler, Besitzer von 1738 bis 1812, erweiterten den Besitz bis auf 1 7/8 Hufen.
1742 verklagten die drei Brauwirte der Oberschänke und der Niederschänke in Kötzschenbroda sowie des Gasthofs in Naundorf den Schankwirt der Winkelschänke auf dem nördlich gelegenen Weinberg Liborius, in seinem Weinausschank unerlaubt Bier aus Cossebaude und Oberwartha auszuschenken. Die Klage wurde jedoch abschlägig beschieden, da „die Kötzschenbrodaer Richter und Gerichtsschöppen das Bier der eigenen Schenken als schlecht und untrinkbar“ bezeichneten.
1855/1856 wurde das Gut innerhalb kurzer Zeit aufgelöst. Bis zur Auflösung des Gutes gehörte auch der im Kroatengrund liegende Weinberg Kühleberg zum Besitz, auf dem um 1900 die Lokalität Mitzschkes Weinschank entstand.
Mehrfach durch Brände zerstört wurde der Gasthof 1883 zuletzt neu errichtet, der gleichzeitig gebaute Ballsaal erhielt 1910 einen Bühnenanbau. Um 1900 wurde der Braubetrieb eingestellt. Um 1920 wurde im Außenbereich eine der ersten Tankstellen der Region eingerichtet. 1954 wurde der Gasthofsbetrieb eingestellt. Nach vielfältigen fremden Nutzungen zu DDR-Zeiten stand das Anwesen lange Zeit leer.
Nach einer Untersuchung Mitte August 2012 durch die Archäologen des sächsischen Landesamtes, ob sich unter dem Bau noch bewahrenswerte Relikte sächsischer Zeitgeschichte befänden, wurde die Abbruchgenehmigung erteilt. Im Herbst 2012 wurde der Gasthof Naundorf abgerissen, um einigen Einfamilienhäusern Platz zu machen.